# Morti nel 1973/Febbraio
| Questa pagina contiene informazioni ricavate automaticamente dalle voci biografiche con l'ausilio del template Bio e di un bot. L'aggiornamento è periodico e automatico e ricostruisce completamente la pagina. Se manca una persona in questa lista, sei pregato di non aggiungerla, ma accertati piuttosto che la sua voce biografica contenga il template Bio e che i dati anagrafici siano correttamente compilati. Se il template Bio manca, inseriscilo tu stesso o, in alternativa, metti l'avviso {{tmp\|Bio}} che ne segnala la mancanza. Se i dati riportati sono sbagliati, correggi direttamente la voce biografica; le modifiche saranno visibili in questa lista entro pochi giorni. Per chiarimenti vedi il progetto biografie. La lista contiene solo le 80 persone che sono citate nell'enciclopedia e per le quali è stato implementato correttamente il template Bio. Pagina aggiornata al 3 mar 2024. |

- 1º febbraio - Cornelio Fietta, politico italiano (n. 1893)
- 1º febbraio - Edward Sternaman, giocatore di football americano statunitense (n. 1895)
- 3 febbraio - André Barsacq, regista, scenografo e direttore teatrale francese (n. 1909)
- 3 febbraio - Mario Pasqualillo, cantante italiano (n. 1892)
- 3 febbraio - Nino Piccaluga, tenore italiano (n. 1890)
- 3 febbraio - Andy Razaf, compositore e poeta statunitense (n. 1895)
- 4 febbraio - Rolando Alarcón, cantautore, musicista e compositore cileno (n. 1929)
- 4 febbraio - Martti Haavio, poeta finlandese (n. 1899)
- 5 febbraio - Hansína Regína Björnsdóttir, fotografa islandese (n. 1884)
- 5 febbraio - John Heysham Gibbon, chirurgo statunitense (n. 1903)
- 6 febbraio - Almir Pernambuquinho, calciatore brasiliano (n. 1937)
- 6 febbraio - Ira Sprague Bowen, astronomo statunitense (n. 1898)
- 6 febbraio - George Pearson, regista inglese (n. 1875)
- 6 febbraio - Nick Stabulas, batterista statunitense (n. 1929)
- 8 febbraio - Agostino Casati, partigiano e politico italiano (n. 1897)
- 8 febbraio - Juan Guidi, calciatore argentino (n. 1930)
- 9 febbraio - Antonino Basile, storico, etnografo e scrittore italiano (n. 1908)
- 9 febbraio - Ferenc Pusztai, calciatore ungherese (n. 1910)
- 10 febbraio - Augusto De Marsanich, politico e giornalista italiano (n. 1893)
- 10 febbraio - Maurice Escande, attore e regista francese (n. 1892)
- 11 febbraio - Hans Jensen, fisico tedesco (n. 1907)
- 11 febbraio - David Lawrence, editore e imprenditore statunitense (n. 1888)
- 12 febbraio - Benjamin Frankel, compositore britannico (n. 1906)
- 12 febbraio - Umberto Zanolini, ginnasta italiano (n. 1887)
- 13 febbraio - Hans Globke, giurista tedesco (n. 1898)
- 13 febbraio - Hans Kmoch, scacchista austriaco (n. 1894)
- 13 febbraio - Alf Lagesen, calciatore norvegese (n. 1897)
- 13 febbraio - Bernard Weinberg, critico letterario statunitense (n. 1909)
- 14 febbraio - Wilf Chadwick, calciatore inglese (n. 1900)
- 14 febbraio - Antonio Pesenti, economista e politico italiano (n. 1910)
- 14 febbraio - Émile Reuter, politico lussemburghese (n. 1874)
- 15 febbraio - Wally Cox, attore statunitense (n. 1924)
- 15 febbraio - Natale Di Piazza, politico italiano (n. 1920)
- 15 febbraio - Pierre Fournier, giornalista, disegnatore e ambientalista francese (n. 1937)
- 15 febbraio - Tim Holt, attore statunitense (n. 1919)
- 15 febbraio - Achille Liénart, cardinale e vescovo cattolico francese (n. 1884)
- 16 febbraio - Cicely Mary Barker, illustratrice inglese (n. 1895)
- 16 febbraio - Georg Ferdinand Duckwitz, diplomatico tedesco (n. 1904)
- 16 febbraio - Mohammed Hassan, calciatore egiziano (n. 1905)
- 16 febbraio - Herbert J. Krapp, architetto e progettista statunitense (n. 1886)
- 17 febbraio - Pixinguinha, compositore, arrangiatore e polistrumentista brasiliano (n. 1897)
- 17 febbraio - Gaetano Fiorentino, politico italiano (n. 1895)
- 17 febbraio - Francesco Jacomoni di San Savino, diplomatico italiano (n. 1893)
- 17 febbraio - Leopoldo Zagami, politico e avvocato italiano (n. 1905)
- 18 febbraio - Aristide Cavallini, ciclista su strada italiano (n. 1899)
- 18 febbraio - Frank Costello, mafioso italiano (n. 1891)
- 18 febbraio - Max Mack, regista, sceneggiatore e attore tedesco (n. 1884)
- 19 febbraio - Léon Darrien, ginnasta belga (n. 1887)
- 19 febbraio - Ivan T. Sanderson, biologo e scrittore scozzese (n. 1911)
- 19 febbraio - Ugo Schiffo, calciatore italiano (n. 1899)
- 19 febbraio - Armando Segato, calciatore e allenatore di calcio italiano (n. 1930)
- 19 febbraio - Joseph Szigeti, violinista ungherese (n. 1892)
- 20 febbraio - Silvan Gastone Ghigi, pittore e scultore italiano (n. 1928)
- 20 febbraio - Nikifor Mran'ka, drammaturgo, romanziere e insegnante russo (n. 1901)
- 21 febbraio - Enrico Minio, politico e partigiano italiano (n. 1906)
- 21 febbraio - Dimităr Pešev, politico bulgaro (n. 1894)
- 22 febbraio - Elizabeth Bowen, scrittrice irlandese (n. 1899)
- 22 febbraio - Katina Paxinou, attrice greca (n. 1900)
- 22 febbraio - Winthrop Rockefeller, politico statunitense (n. 1912)
- 23 febbraio - André Curvale, aviatore e militare francese (n. 1904)
- 23 febbraio - Eduard Frühwirth, allenatore di calcio e calciatore austriaco (n. 1908)
- 23 febbraio - Robert Gascoyne-Cecil, V marchese di Salisbury, nobile e politico inglese (n. 1893)
- 23 febbraio - Gladys Hanson, attrice statunitense (n. 1883)
- 23 febbraio - Alberto Pirovano, genetista e agronomo italiano (n. 1884)
- 23 febbraio - Dickinson Richards, medico e fisiologo statunitense (n. 1895)
- 24 febbraio - Manolo Caracol, cantante e attore spagnolo (n. 1909)
- 24 febbraio - Alice Hollister, attrice statunitense (n. 1886)
- 24 febbraio - Erich Srbek, calciatore cecoslovacco (n. 1908)
- 25 febbraio - Cafiero Filippelli, pittore italiano (n. 1889)
- 25 febbraio - Bruno Ubertini, veterinario italiano (n. 1901)
- 26 febbraio - Jean Dries, pittore francese (n. 1905)
- 26 febbraio - Antonín Fivebr, allenatore di calcio e calciatore cecoslovacco (n. 1888)
- 27 febbraio - Bill Everett, fumettista statunitense (n. 1917)
- 27 febbraio - Nuto Navarrini, attore e cantante italiano (n. 1901)
- 28 febbraio - Juste Brouzes, calciatore francese (n. 1894)
- 28 febbraio - Donald Reed, attore messicano (n. 1901)
- 28 febbraio - Cecil Kellaway, attore britannico (n. 1893)
- 28 febbraio - Andrej Kostričkin, attore sovietico (n. 1901)
- 28 febbraio - Terig Tucci, compositore, violinista e pianista argentino (n. 1897)
- 28 febbraio - Józef Unrug, ammiraglio polacco (n. 1884)